# Kostiantynivka
Kostiantynivka (en ukrainien : Костянтинівка, en russe : Константиновка, Konstantinovka) est une ville industrielle de l'oblast de Donetsk, en Ukraine, et le centre administratif du raïon de Kostiantynivka. Sa population s'élevait à 8 000 habitants en 2025.

## Géographie
Kostiantynivka est située sur la rivière Krivyï Torets, à 27 km au sud-sud-est de Kramatorsk, à 31 km au nord-ouest de Horlivka, à 54 km au nord de Donetsk et à 563 km au sud-est de Kiev.

## Histoire
Kostiantynivka a été fondée en 1812 par un grand propriétaire foncier, Nomikossov, en l’honneur de son fils aîné, Constantin (Konstantin en russe ; Kostiantyn en ukrainien). En 1870 la gare ferroviaire de la ville est reliée au réseau. Au début du XXe siècle, la localité se transforme en une cité industrielle.

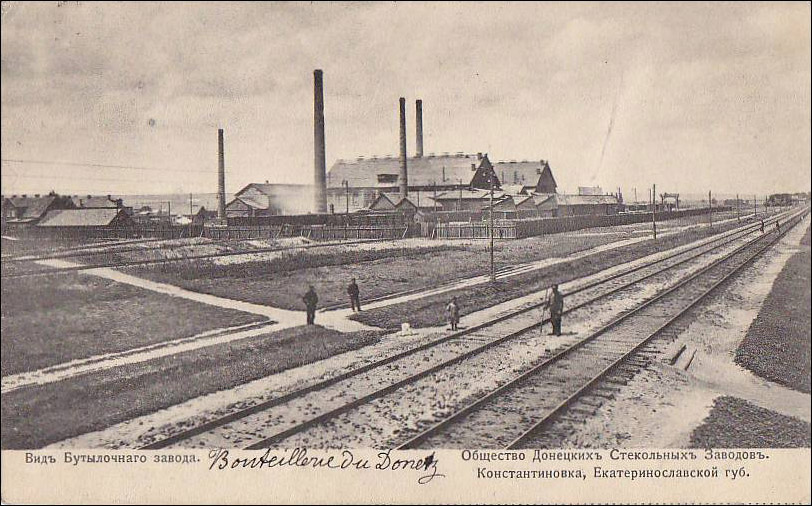
Verrerie avant la Grande guerre.

Elle reçoit le statut de commune urbaine en 1926 et le statut de ville en 1932. Pendant l'ère soviétique, Kostiantynivka devient un centre majeur de la métallurgie du fer et du zinc ainsi que de la fabrication du verre.
Le 6 septembre 2023, un missile tombe sur le marché de la ville, tuant 17 civils. Si les autorités ukrainiennes annoncent initialement un missile russe, une enquête du New York Times affirme par la suite qu'il s'agirait plutôt d'un missile anti-aérien ukrainien tombé par accident alors qu'il tentait d'intercepter un missile russe,.

## Culture

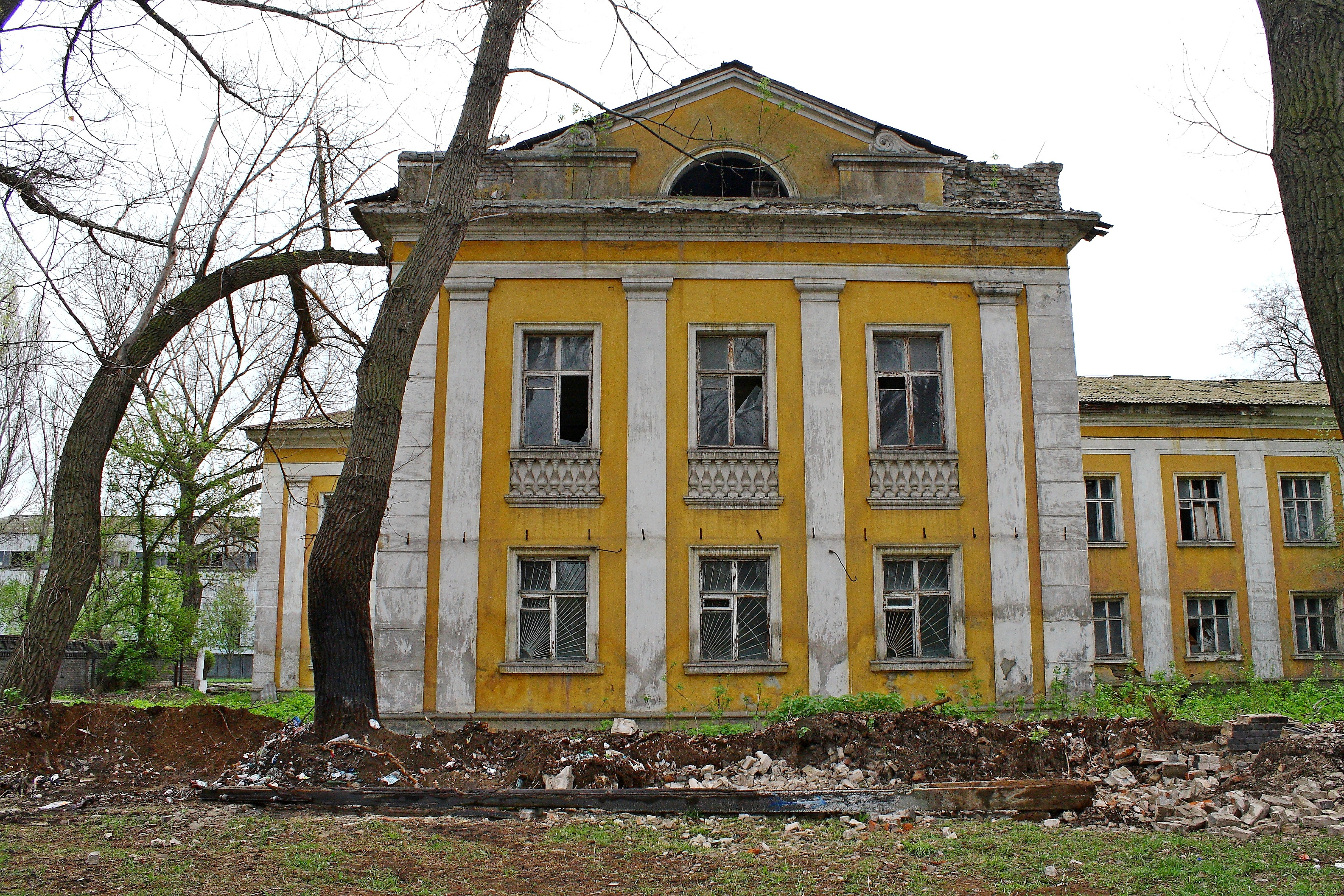
Bâtiment du collège classé[4].
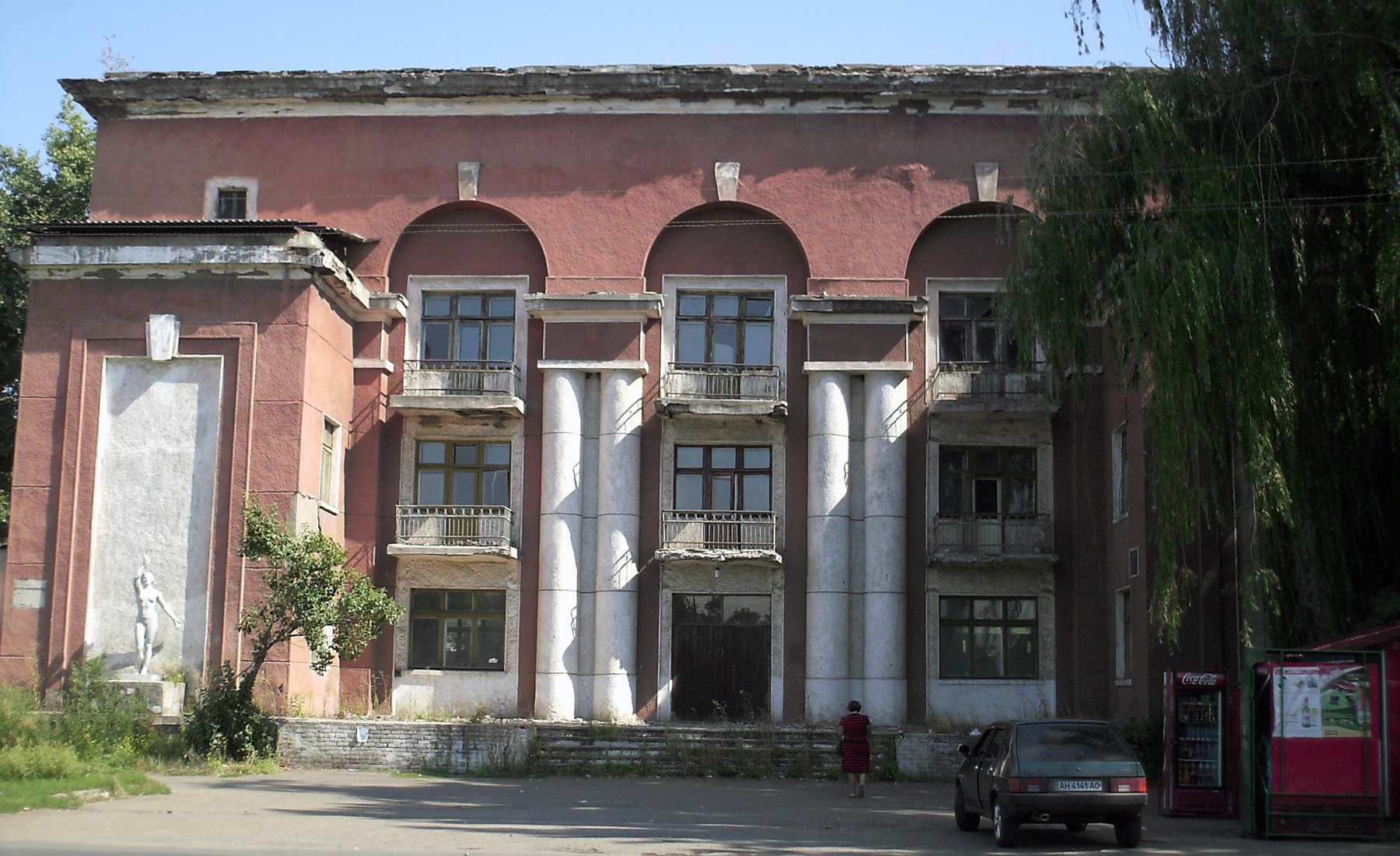
Dortoir de l'usine de bouteilles classé[5].
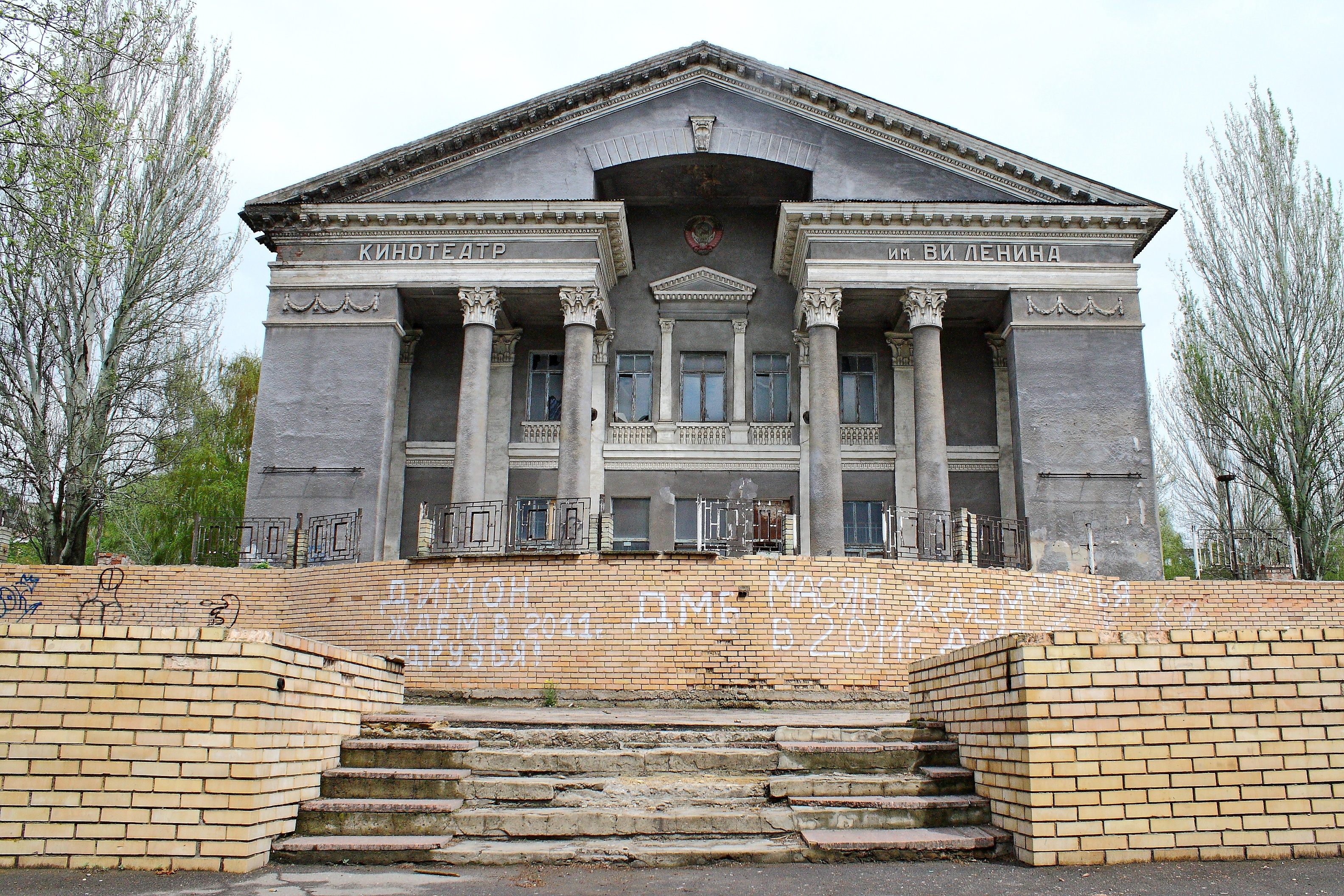
Cinéma classé[6].
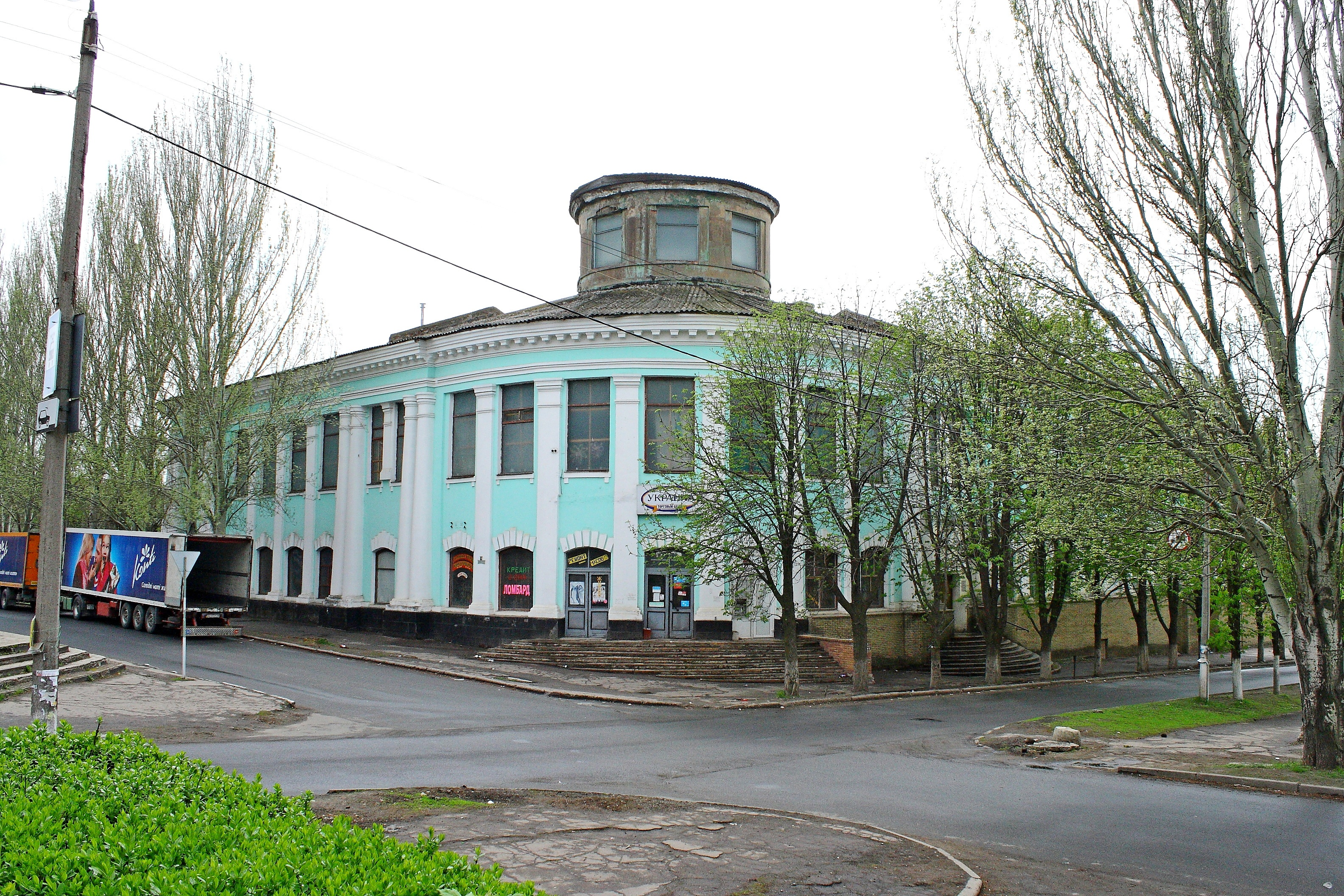
Banque d’État classé[7].
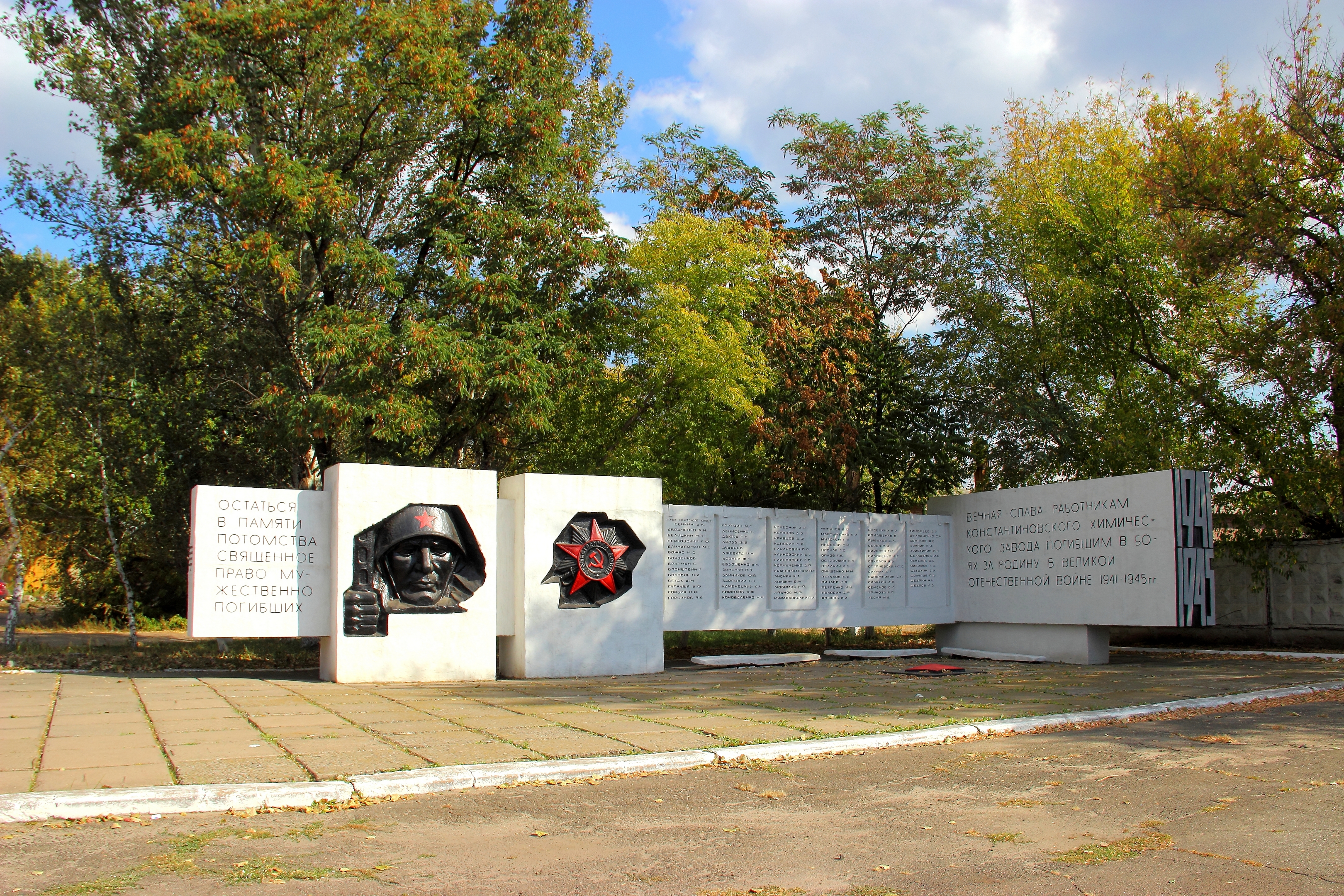
Monument aux travailleurs de l'usine chimique classé[8].
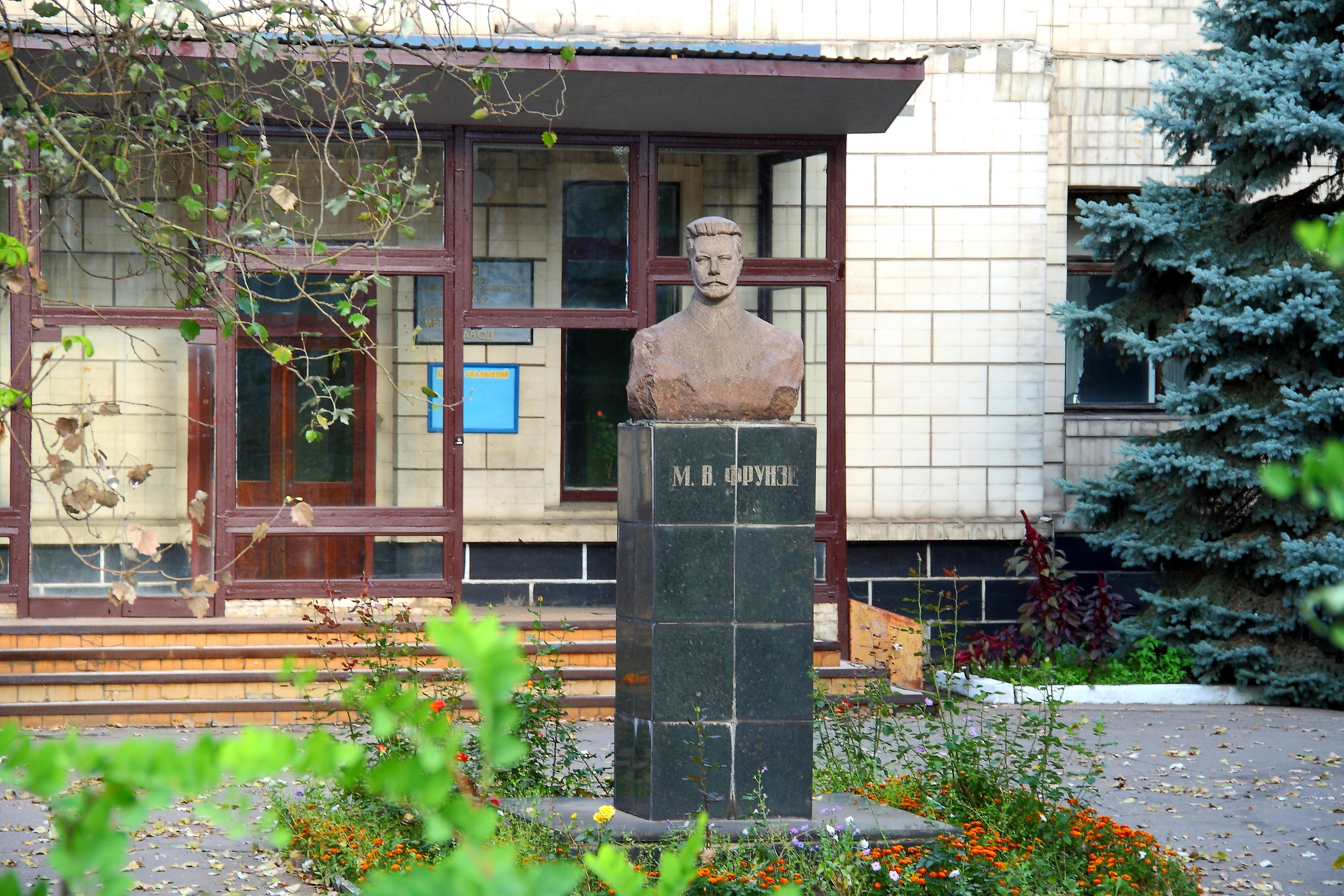
Monument à Mikhaïl Frounze classé[9].
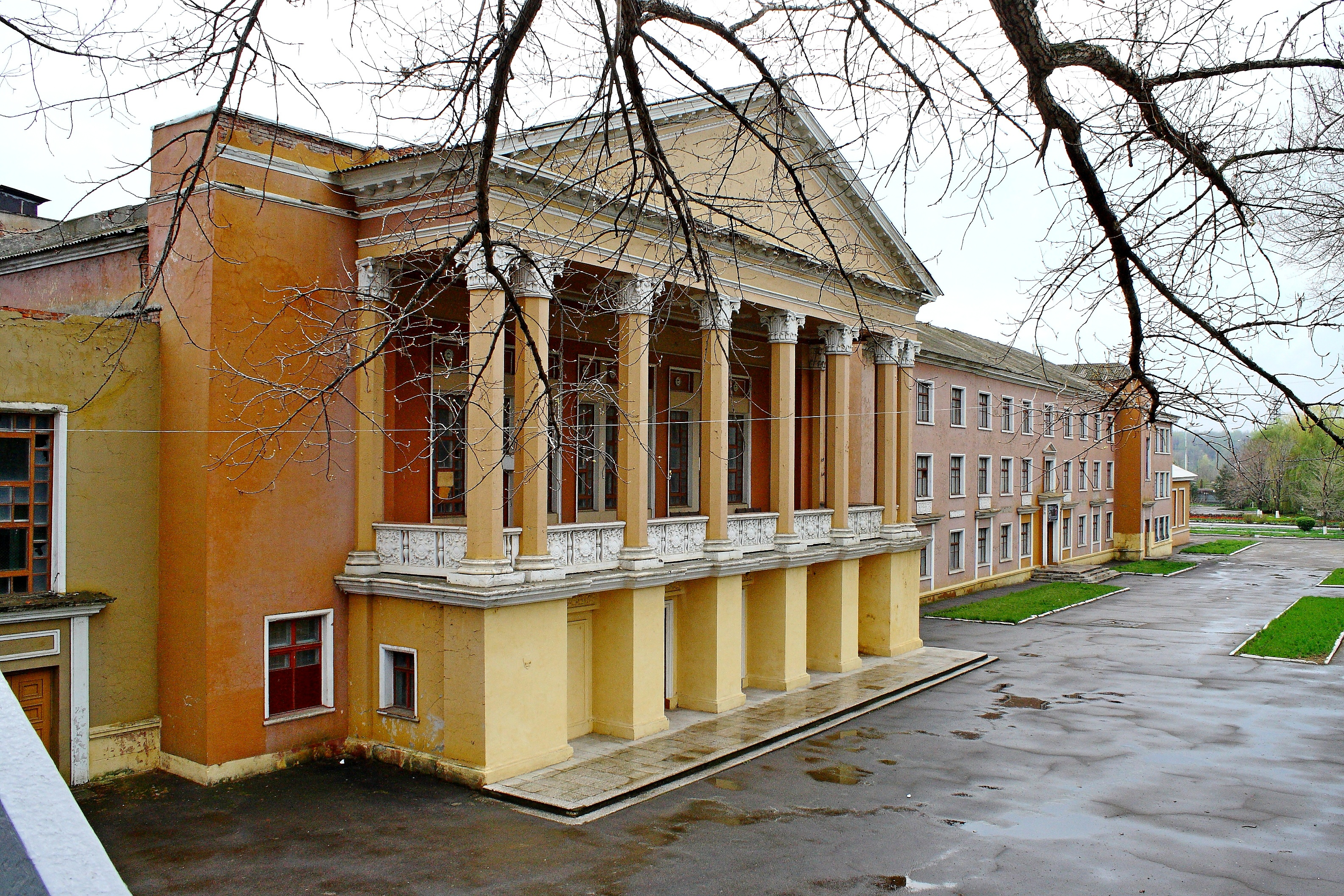
Bâtiment usine chimique classé[10].

## Population
Recensements (*) ou estimations de la population :
| 1923*  | 1926*  | 1939*  | 1959*  | 1970*   | 1979*   | 1989*   |
| ------ | ------ | ------ | ------ | ------- | ------- | ------- |
| 10 901 | 25 404 | 95 807 | 88 723 | 105 446 | 112 020 | 107 562 |

| 2001*  | 2010   | 2011   | 2012   | 2013   | 2014   | 2015   |
| ------ | ------ | ------ | ------ | ------ | ------ | ------ |
| 95 111 | 80 416 | 79 211 | 78 114 | 77 066 | 76 065 | 75 040 |

| 2016   | 2017   | 2018   | 2019   | 2020   | 2021   | 2022   |
| ------ | ------ | ------ | ------ | ------ | ------ | ------ |
| 73 839 | 72 888 | 71 853 | 70 841 | 69 817 | 68 792 | 67 350 |

## Personnalités liées à la commune
- Diana Stognushenko (2008-) : pianiste née à Kostiantynivka.